# Lithostege tzaddi
Lithostege tzaddi är en fjärilsart som beskrevs av Louis Beethoven Prout 1910. Lithostege tzaddi ingår i släktet Lithostege och familjen mätare. Inga underarter finns listade i Catalogue of Life.